# 密毛岩瓷蟹
密毛岩瓷蟹（学名：Petrolisthes tomentosus）为瓷蟹科岩瓷蟹屬下的一个种。